# ノエミ (歌手)
ノエミ（NOEMI,本名：Veronica Scopelliti, 1982年1月25日 - ）は、2009年にデビューしたローマ生まれのイタリアの歌手である。

## 来歴

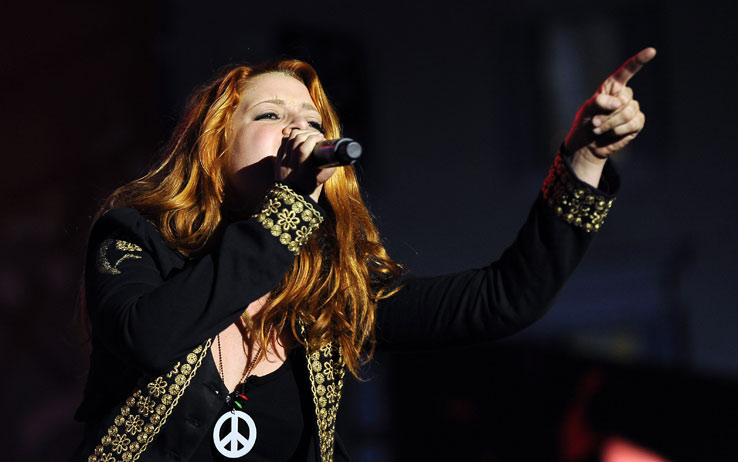
2009年

ノエミは、イタリアの首都であるローマで、ステファニアとアルマンドの間にて生まれた。一人姉妹のアリアーナがいる。幼少期より、いささか歌唱に興味を持っていた。
ノエミは2008年から2009年にかけて行われたイタリア版のX Factorの2シーズンで、あまた存在する参加者の中において、きらめくある歌唱により一躍有名になった。優勝こそ逃したが、すでにイタリアきっての国民的人気者であり、それはある意味、優勝者を圧倒していた。
ほどなくして、レコード会社と契約。2009年にメジャーデビューを果たした。同年4月10日にファーストシングルである「Briciole」をリリースした。このシングルはイタリアで第2位を記録して瞬く間にゴールドディスクを獲得した。彼女の破竹の快進撃は止まらなかった。
セカンドシングルである「L'amore si odia」は、リリースされるやイタリアで第1位を記録して瞬く間にプラチナム･ディスクを獲得した。
サードシングル「Per tutta la vita」もやはり第1位を記録してプラチナム･ディスクを獲得した。彼女はこれで連続で第一位を記録した。アルバムも、ファースアルバムである『Sulla mia pelle』や『RossoNoemi』などリリースされるや、次から次へとプラチナム･ディスクを獲得していった。

## ディスコグラフィ

### アルバム
- "Sulla mia pelle"（2009）
- "Sulla mia pelle (Deluxe Edition)"（2010）
- "RossoNoemi"（2011）

### シングル
- "Briciole"（2009）
- "L'amore si odia"（2009）
- "Per tutta la vita"（2010）
- "Vertigini"（2010）
- "Vuoto a perdere"（2011）
- "Odio tutti i cantanti" (2011)
- "Poi inventi il modo" (2011)

### 客演
- "L'amore si odia" with Fiorella Mannoia（2009）
- "Quanto ti voglio" with Claudio Baglioni（2009）
- "Il mio canto libero" with Amiche per l'Abruzzo（2009）
- "L'amore si odia" with Fiorella Mannoia（2010）
- "Come si cambia" with Neri per Caso（2010）
- "La promessa" with Stadio （2011）

### ビデオクリップ
- "Briciole" （2009）
- "L'amore si odia" （2009）
- "Per tutta la vita" （2010）
- "Vuoto a perdere" （2011）
- "Odio tutti i cantanti" （2011）

### EP
- "Noemi"（2009）